# Lars Magnus Klaussen
Lars Magnus Klaussen (31 dicembre 1990) è un giocatore di calcio a 5 e calciatore norvegese, difensore del Vegakameratene.

## Carriera
Attivo sia nel calcio che nel calcio a 5, per quanto concerne quest'ultima attività è in forza al Vegakameratene – in Eliteserie – fin dal campionato 2011-2012. Ha vinto per tre volte il titolo nazionale (2011-2012, 2012-2013 e 2013-2014).
Per quanto riguarda il calcio, Klaussen ha giocato per il Vega in 4. divisjon, per il Kvik in 3. divisjon e per il Flatås in 5. divisjon.